# 佐竹食品

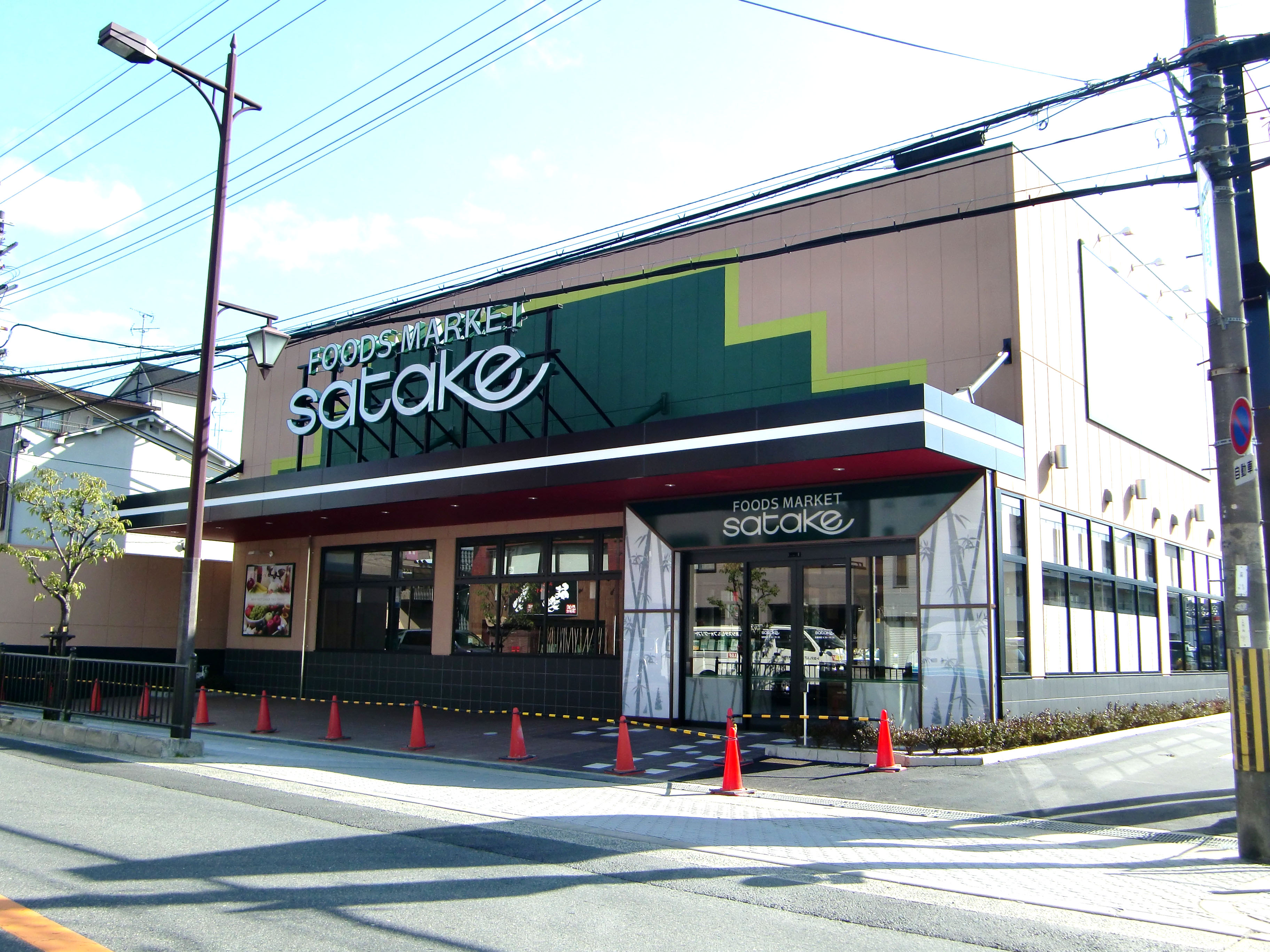
Satake大池店

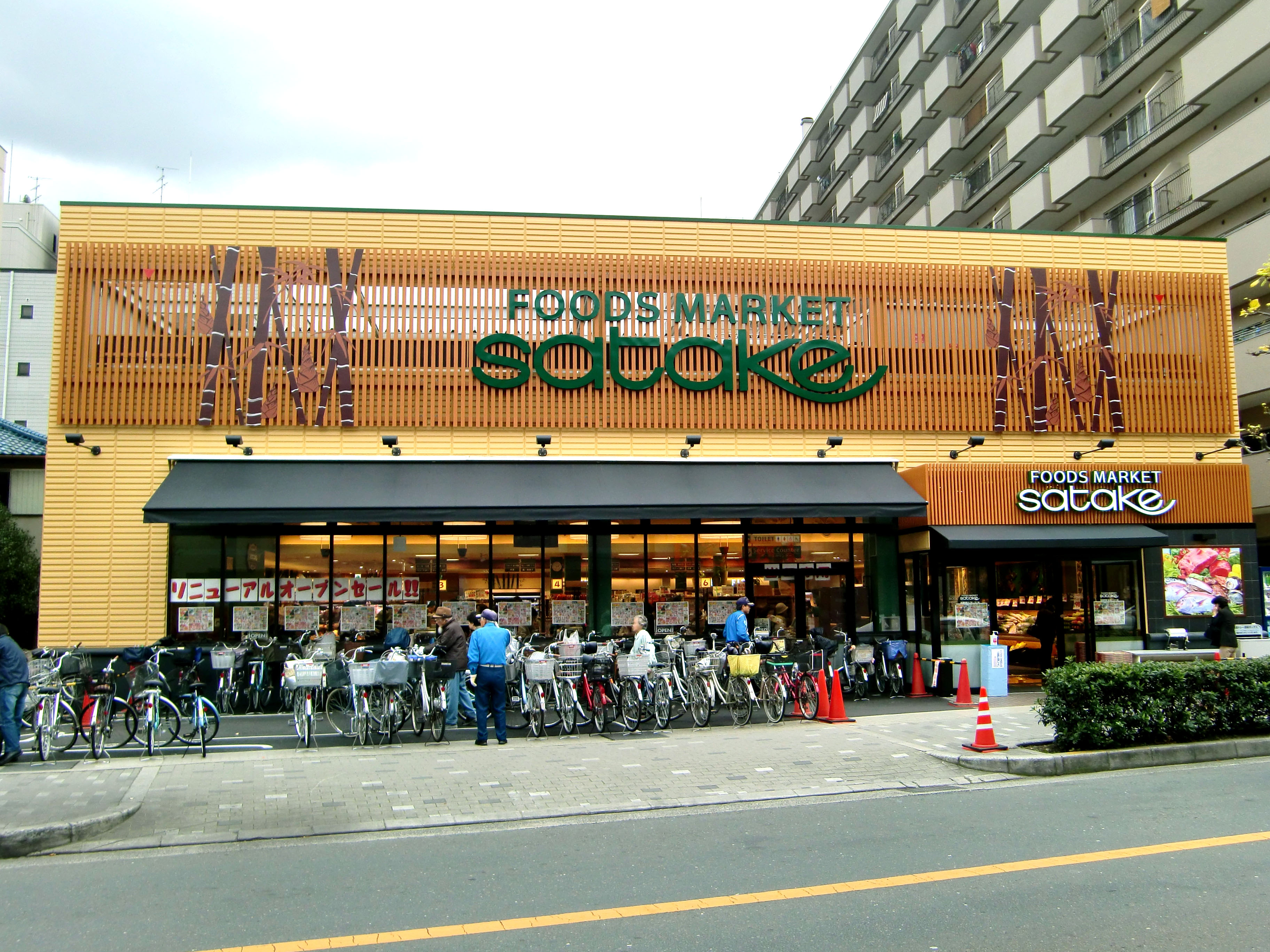
Satake茨木西駅前店

佐竹食品株式会社（さたけしょくひん）は、大阪府吹田市に本社を置く、スーパーマーケットを展開する企業。

## 概要
スーパーマーケット「Satake」を大阪北部を中心に10店舗、また子会社である株式会社U&Sが運営する「業務スーパーTAKENOKO」を20店舗展開している。

## 沿革
- 1969年1月13日 - 佐竹食品株式会社設立
- 1998年12月18日 - 分社により株式会社U&Sを設立
- 2015年10月10日 - 寝屋川に本社を置いていた株式会社ワカバをグループ会社化

## 店舗一覧
- satake
  - 朝日町本店（大阪府吹田市）
  - 千里丘駅前店（大阪府摂津市）
  - 西駅前店（大阪府茨木市）
  - 久宝寺駅前店（大阪府八尾市）
  - コア古川橋店（大阪府門真市）
  - 大池店（大阪府茨木市）
  - 高槻城西店（大阪府高槻市）
  - 尼崎道意店（兵庫県尼崎市）
  - 梶町店（大阪府守口市）
  - 岸辺店（大阪府吹田市）
  - ビエラ千里丘店（大阪府吹田市）
  - 寝屋川店（大阪府寝屋川市）　株式会社ワカバから継承した店舗。継承当初の店舗名は『寝屋川ワカバ店』。
  - 野里店（大阪市西淀川区）

- 業務スーパーTAKENOKO
  - 吹田店（大阪府吹田市）
  - 豊中店（大阪府豊中市）
  - 池田鉢塚店（大阪府池田市）
  - 新大阪三国店（大阪市淀川区）
  - 箕面店（大阪府箕面市）
  - 鳥飼店（大阪府摂津市）　2002年10月に摂津市鳥飼西二丁目で開業したが、2018年10月に同市鳥飼八防一丁目に移転。
  - 奈佐原店（大阪府高槻市）
  - 門真本町店（大阪府門真市本町）
  - 高槻店（大阪府高槻市）
  - 赤川店（大阪市旭区）
  - 枚方西禁野店（大阪府枚方市）
  - 園田店（兵庫県尼崎市）
  - 大和田店（大阪府門真市大橋町）　2010年11月に門真市常称寺町の京阪大和田駅前の高架下にあった店。2015年3月21日に同市大橋町へ移転。
  - 坊島店（大阪府箕面市）
  - 茨木市役所前店（大阪府茨木市）
  - 上新庄店（大阪市東淀川区）
  - 耳原店（大阪府茨木市）
  - TOMMY江坂店（大阪府吹田市）
  - 山手台店（神奈川県横浜市）
  - 立場店（神奈川県横浜市）
  - 相武台店（神奈川県座間市）
  - 南茨木店（大阪府茨木市）
  - 大峰店（大阪府枚方市）　株式会社ワカバから継承した店舗
  - 長尾店（大阪府枚方店）　株式会社ワカバから継承した店舗
  - 津雲台店（大阪府吹田市）
  - 南町田店（東京都町田市）

- satake TAKENOKO＋　生鮮,総菜が業務用サイズなsatake。業務スーパーではないので神戸物産の商品は置いていない
  - 豊中稲津店（大阪府豊中市）　佐竹メンバーズカードは利用できない

過去の店舗
移転のために閉店した店舗はここでは含めない。
- satake
  - 小倉店（京都府宇治市）2008年閉店
  - 新鮮組日の出店（大阪府吹田市） 2017年11月ごろ閉店